# Мациевская, Лидия Владимировна
Лидия Владимировна Мациевская (по мужу — Моренец) (20 декабря 1889, село Кашперовка Киевской губернии — 24 декабря 1955, Одесса) — украинская артистка, актриса Одесского украинского музыкально-драматического театра имени Октябрьской революции, народная артистка Украинской ССР (с 1947 года). Депутат Верховного Совета УССР 2-го созыва.

## Биография
Родилась 20 декабря 1889 года в Киевской губернии в семье священника. В возрасте шести лет, после смерти отца, мать с четырьмя детьми переехала в Киев. Благодаря хорошему голосу устроилась в церковном хоре на Подоле. Через некоторое время она вышла замуж за сына Марка Лукича Кропивницкого Константина, тоже актёра.
Детство и юность Лидии Мациевской прошли в театре. Как артистка дебютировала в 1904 году в спектакле «Бондаривна» по пьесе Ивана Тобилевича, где сыграла главную роль. Потом играла роли Наташи в «Наталке-Полтавке», Оксаны в «Запорожце за Дунаем» и др. Работая в народной школе и гимназии учительницей (до 1916 г.), участвовала в любительских спектаклях, выступала в труппе Одесского общества «Народная трезвость» (1908—1918 гг.).
Во время Первой мировой войны вынуждена была оставить учёбу в Одесской консерватории. 7 ноября 1925 года открылся Одесский государственный украинский драматический театр революции (с 1927 года — Украинский драматический театр имени Октябрьской революции). Лидия Мациевская вошла в его труппу и прослужила в театре (с перерывом) тридцать лет (1925—1955). Во время Великой Отечественной войны находилась в эвакуации, работала актрисой Белорусского, а затем Харьковского драматического театра.
Наиболее полно талант Мациевской раскрылся в ролях характерных и комедийных, в созданных ею образах Лымерихи («Лымеривна» Панаса Мирного), Анны («Бесталанная» Ивана Тобилевича), Хиври («Сорочинская ярмарка» Михаила Старицкого). В конце 1930-х годов часто выступала на эстраде с чтением сатирических произведений С. Олийныка и А. Вишни и имела большой успех у зрителей. Играя в театральных постановках, она создала многоплановые психологические образы Матери («Легенда о Матери» К. Герасимова), Устье («Ой не ходи, Грицю, та й на вечорниці» М. Старицкого), Анны («Безталанна» И. Карпенко-Карого), Наталья Ковшик («Калиновая роща» В. Корнейчука) и др.
На Одесской киностудии Лидия Мациевская снялась в кинофильмах «Борислав смеется» (1927 г.) и «Тень у пирса» (1955 г.).
Член ВКП(б) с 1945 года.
В течение 1934—1952 гг. преподавала художественное слово в Одесском театральном училище и Харьковском театральном институте. Среди её учеников — заслуженный артист УССР Иван Басюк.
В 1947 году  Лидии Владимировне Мациевский присвоили почетное звание «Народная артистка УССР».
Умерла 24 декабря 1955 года в Одессе. Похоронена на Слободском кладбище.

## Награды
- Два ордена Трудового Красного Знамени.
- Медаль "За доблестный труд в Великой Отечественной войне 1941 - 1945 гг."
- Звания «Заслуженный артист УССР", «Заслуженный деятель искусств УССР", "Народный артист Украинской ССР".